# Isla Iki
La isla de Iki (壱岐島) es una isla de la región de Kyushu y pertenece al archipiélago de Tsushima. El conjunto de islas se encuentra entre el estrecho de Tsushima y el canal este del estrecho de Corea. La isla de Iki es parte de la prefectura de Nagasaki. La ciudad de Iki es el centro de gobierno local y la isla cuenta con tres puertos.
La isla cuenta con una población de 33 202 habitantes dentro de sus 138,45 km². La isla cuenta con 17 km entre la punta norte hasta el extremo sur y con 14 km entre sus límites al este y oeste. Los habitantes locales practican ampliamente la agricultura ya que siembran arroz y tabaco. La isla de Iki también cuenta con un onsen (baño termal japonés). El erizo de mar y el shochu son delicias locales.
Junto con las demás islas del archipiélago de Tsushima se conocen colectivamente como el Parque Nacional Iki-Tsushima.
La sobre-pesca de ballenas y delfines en las décadas de 1970 y 1980 le ha dado notoriedad a la isla, en especial al pueblo de Katsumoto. El gobierno local prohibió la pesca comercial de jurel en 1982 ya que esta especie se encuentra en peligro de extinción.
En 1977 los pescadores locales invitaron a que los medios televisivos los filmaran mientras masacraban grandes cantidades de delfines. Este acto causó una gran conmoción globalmente.